# Karang Waru (Babat Toman)
Karang Waru is een bestuurslaag in het regentschap Musi Banyuasin van de provincie Zuid-Sumatra, Indonesië. Karang Waru telt 831 inwoners (volkstelling 2010).